# Lelio Biscia

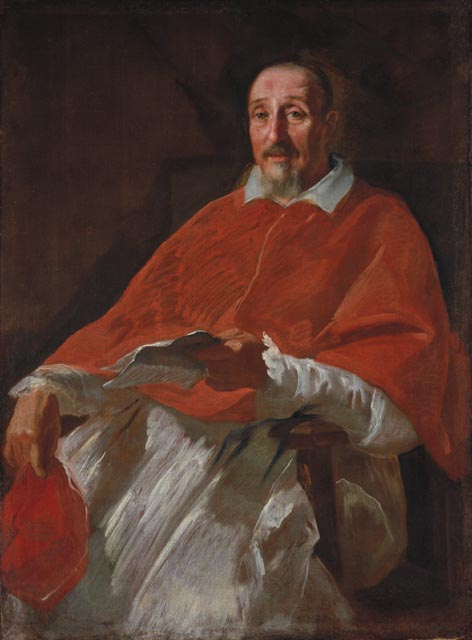
Lelio Kardinal Biscia (Ölgemälde von Andrea Sacchi, 1630)

Lelio Biscia (* 15. Juni 1575 in Rom; † 19. November 1638 ebendort) war ein italienischer Kardinal der Römischen Kirche.

## Biografie
Er wurde am 15. Juni 1575 als zweites von fünf Kindern des Avvocato Concistoriale Bernardino Biscia und seiner Frau Vittoria Scapucci geboren. Seine Familie wurde im 16. Jahrhundert in den römischen Adel aufgenommen und im folgenden Jahrhundert erhielt sie den Markgrafentitel (Marchese).
Er studierte Rechtswissenschaften, trat in die Fußstapfen seines Vaters und wurde am 5. Juli 1595 Konsistorialjurist. Später wurde er Referendar an der Apostolischen Signatur. Am 28. Februar 1600 erwarb er ein geistliches Amt in der Apostolischen Kammer. Biscia war Gouverneur von Civitavecchia von 1605 bis 1606 und erneut von 1609 bis 1610. Am 9. Juli 1614 wurde er zum Präfekten der Annona ernannt und später zum Dekan der Apostolischen Kammer.
Papst Urban VIII. kreierte ihn am 19. Januar 1626 im Konsistorium zum Kardinal. Am 9. Februar desselben Jahres erhielt er die Titeldiakonie von Santi Vito e Modesto. Am 19. Dezember 1633 optierte er für die Kardinaldiakonie von Santa Maria in Cosmedin. Am 9. Februar 1637 schließlich wurde er Kardinalpriester und erhielt die Titelkirche Santa Maria del Popolo.
Er war ein Kunstmäzen und ein wichtiger Büchersammler.
Kardinal Bisica starb am 19. November 1638 an einer Erysipel. Er wurde in der Kirche San Francesco a Ripa begraben.